# カスタード

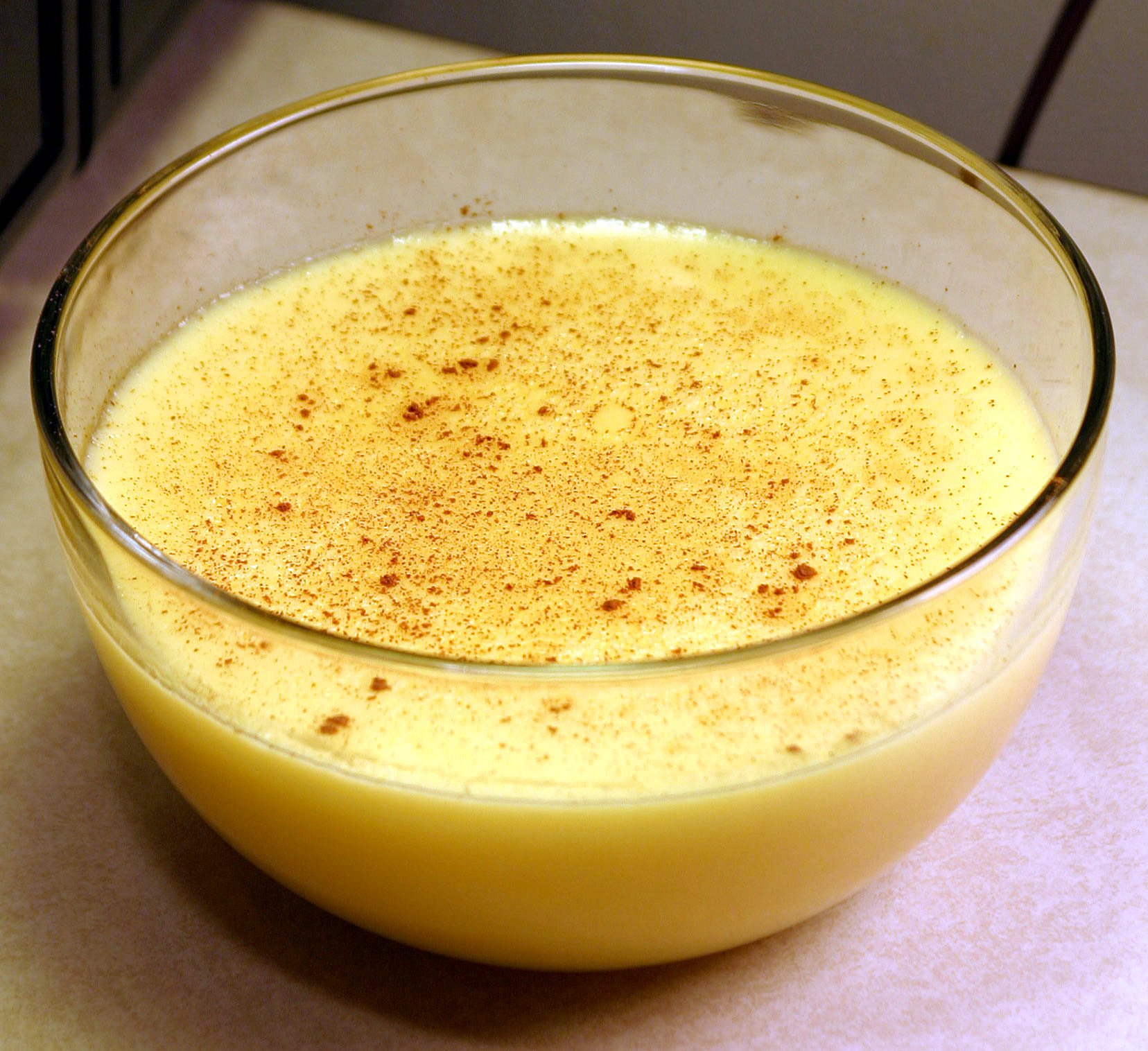
カスタード

カスタード（英: Custard; [ˈkʌstərd]; カスタード）は、卵、牛乳、砂糖、香料などからなるカスタードソース、あるいは、それを焼いたり蒸したりして加熱した菓子。
カスタードソースはデザートやデザート用のクリーム、デザート用のソースに用いられることが多いが、キッシュなど塩味の料理にも利用される。

## カスタードを利用した料理

### 主菜・副菜
- キッシュ
- グラタン
- ストラタ（英語版）
- カルボナーラ

### デザート
デザートや菓子類に用いる場合は砂糖で甘さをつけ、多くはバニラ・ビーンズで香りを付ける。
- カスタードプディング
- プディング（例えば、マレーシアなどではブレッドプディングにかけることがある）
- フラン (パイ)
- クラフティ
- パイ（クリームパイ、パンプキンパイ、タルト、蛋撻（タンタ：エッグタルト）など）
- チーズケーキ
- フレンチトースト
- シュークリーム、エクレア（カスタードクリームを使用）
- クリームパン
- カスタードブレッド（カスタードをフィリングにするクリームパンとは異なり、パン生地にカスタードを練り込んだり、より固形性を高めたペーストを織り込んだ上で焼成した菓子パン）
- カスタードケーキ（創作銘菓萩の月等）
- 今川焼き
- あいすくりん
- ティラミス

### デザート用のクリームとソース
- カスタードクリーム - 卵黄と砂糖を混ぜ、小麦粉（もしくはコーンスターチ）を加え、温めた牛乳で伸ばしたもの。
- クレーム・サントノール - カスタードクリームに、固く泡立てた卵白（メレンゲ）を加えたもの。
- クレーム・アングレーズ - デンプン類を使わないカスタード系のクリーム。そのぶん粘性が小さい。
- ザバイオーネ（イタリア語）/サバイヨン（フランス語） - 洋酒を使用したカスタード系のクリーム。
- フランジパーヌ - カスタードクリームにアーモンドクリームを混ぜたもの。